# Park SGGW w Warszawie
Zespół przyrodniczo-krajobrazowy Park SGGW – teren zieleni o powierzchni 1,6 ha, znajdujący się w warszawskiej dzielnicy Mokotów, w rejonie ul. G. Bruna i al. Niepodległości.

## Opis
Park SGGW chroniony jest jako zespół przyrodniczo-krajobrazowy. Został założony na początku XX wieku. Po przeniesieniu się Szkoły Głównej Gospodarstwa Wiejskiego na Ursynów ogrodzony park nie jest wykorzystywany przez uczelnię. Park nie jest dostępny publicznie.
Zespół został objęty ochroną rozporządzeniem wojewody mazowieckiego z dnia 22 sierpnia 2003. Następnie jego granice zostały nieznacznie zmienione w 2007 roku. Rosną tam takie gatunki drzew i krzewów jak m.in. kasztanowiec zwyczajny, perełkowiec japoński, glediczja trójcierniowa, miłorząb dwuklapowy, kłęk amerykański i azalia pontyjska. Wśród nich są dwa pomniki przyrody: buk zwyczajny i leszczyna turecka. Celem ustanowienia obszaru chronionego było zachowanie cennego obiektu kulturowo-dydaktycznego powstałego przy SGGW, który jest bogaty w rośliny runa i drzewa, których część wiekiem przekracza 150 lat, charakterystyczne dla naturalnych lasów Polski centralnej.
Park SGGW został wpisany do gminnej ewidencji zabytków m.st. Warszawy 9 czerwca 2014 roku (ID: MOK34051).